# Grimaldi (Ventimiglia)
Grimaldi is een plaats (frazione) in de Italiaanse gemeente Ventimiglia.